# Nauplios fils de Clytonée
Pour les articles homonymes, voir Nauplius.
Dans la mythologie grecque, Nauplios (en grec ancien Ναύπλιος / Naúplios, en latin Nauplius), fils de Clytonée, est roi d'Eubée. Il est compté parmi les Argonautes,.

## Mythe
Marié à Clymène ou Philyra, il est le père de Palamède, d'Œax, de Nausimédon et de Proétos. Nauplios, pour venger l’injuste mort de son fils Palamède, allume des feux sur les côtes de l’Eubée, afin d’appeler les vaisseaux grecs contre les écueils dont cette île est bordée ; Dion de Pruse écrit qu'ils s’appellent « écueils de Capharée ». Ils y viennent échouer ; seul l’auteur de la perte de Palamède, Ulysse, échappa[pas clair], et Nauplios se jette de désespoir dans la mer.
Dans l’Odyssée d'Homère, Anticlée, la mère alors âgée d'Ulysse, ne peut plus supporter l'absence de son fils qu'elle croit mort et refuse de devoir le pleurer sur sa tombe au point qu'elle se suicide. Mais dans la version d'Hygin c'est Nauplios qui envoie un faux message annonçant la mort d'Ulysse pour provoquer ce suicide.
Nauplios convainc également Égialée, femme de Diomède, de céder aux attentions[Lesquelles ?] de Cométès  à qui Diomède avait confié son épouse et ses biens avant de partir pour la guerre de Troie.

## Source
- Dion de Pruse, L’Eubéenné
- Sénèque le Jeune, Agamemnon (III, 1)